# Nationaal park Bui
Het Nationaal park Bui is een nationaal park in Ghana. Het werd opgericht in 1971 en heeft een oppervlakte van 1821 km². Het nationaal park wordt doorsneden door de Zwarte Volta; het deel ten westen van de rivier maakt deel uit van de regio Bono en het deel ten oosten van de rivier maakt deel uit van de regio Savannah van Ghana. In het westen grenst het park aan Ivoorkust. De dichtstbijzijnde steden zijn Nsawkaw, Wenchi en Techiman.
Een deel van het park is overstroomd door het stuwmeer van de Bui-dam, die tussen 2007 en 2013 is aangelegd.

## Fauna
Het park ligt in een typische bosrijke savannezone. Het is opmerkelijk vanwege de grote nijlpaardenpopulatie in de Zwarte Volta. De bedreigde witbaardfranjeaap en een verscheidenheid aan antilopen en vogels zijn ook aanwezig.

### Important Bird Area
Het park is aangewezen als Important Bird Area door BirdLife International vanwege het belang voor significante populaties van bont boertje, geelsnavelklauwier, geelsnavelklauwier, Heuglins wever, roodkeelbijeneter, schubkaplawaaimaker, violette toerako, wielewaalzanger en zwartbandbaardvogel.